# Бецигау
Бецигау (њем. Betzigau) општина је у њемачкој савезној држави Баварска. Једно је од 28 општинских средишта округа Обералгој. Према процјени из 2010. у општини је живјело 2.760 становника. Посједује регионалну шифру (AGS) 9780114.

## Географски и демографски подаци
Бецигау се налази у савезној држави Баварска у округу Обералгој. Општина се налази на надморској висини од 728 метара. Површина општине износи 29,3 km².

## Становништво
У самом мјесту је, према процјени из 2010. године, живјело 2.760 становника. Просјечна густина становништва износи 94 становника/km².